# Frederick Richard Simms

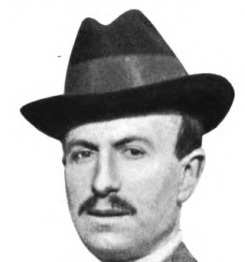
Frederick Richard Simms

Frederick Richard Simms (ur. 12 sierpnia 1863 w Hamburgu  – zm. 21 kwietnia 1944 w Londynie) – brytyjski przemysłowiec i pionier motoryzacji. Założyciel klubów i stowarzyszeń motoryzacyjnych. Wynalazca - opracował między innymi pierwszy gumowy zderzak i prototyp kierunkowskazu, a także zaprojektował i zbudował pierwsze samochody pancerne na świecie (Motor Scout i Motor War Car).